# Sejong, o Grande
Rei Sejong, o Grande (coreano: 세종대왕; hanja: 世宗大王, 7 de maio de 1397 – 18 de maio de 1450; r. 1418-1450) foi o quarto rei da Dinastia Joseon da Coreia. Responsável pela criação do hangul, é considerado um dos maiores líderes da história coreana.

## Início da vida
Sejong foi o terceiro filho de Rei Taejong. Quando ele tinha 12 anos, tornou-se o Grande Príncipe Chungnyeong (충녕대군; 忠寧大君) e se casou com a filha de Shim On (심온; 沈溫) de Cheongsong (청송; 靑松), conhecida como Lady Shim (심씨; 沈氏), e que mais tarde recebeu o título de Rainha Consorte Soheon (소헌왕후; 昭憲王后).
Como um jovem príncipe, Sejong se destacou em diversos estudos e foi favorecido pelo Rei Taejong em vez de seus dois irmãos mais velhos.
A ascensão de Sejong ao trono foi diferente da maioria dos outros reis. O filho mais velho, Yangnyeong  (양녕대군), deparou-se da falta de habilidades necessárias para a realeza, acreditava que Sejong foi destinado a se tornar rei. Junto com o segundo filho, Príncipe Grande Hyoryeong (효령대군), ele acreditava que era seu dever colocar Sejong como rei. Assim agiram de maneira rude no palácio, e logo foram banidos de Seul. O príncipe mais velho tornou-se um viajante errante e viveu nas montanhas. O segundo filho viajou para um templo budista, onde ele se tornou um monge.
Em Agosto de 1418, dois meses antes da renúncia de Taejong, Sejong assumiu ao trono. No entanto, Taejong ainda manteve certos poderes no tribunal especial em matéria militar até sua morte em 1422.

## Fortalecimento da Coreia Militar
Rei Sejong foi um estrategista militar. Em maio de 1419, Rei Sejong, no âmbito do aconselhamento e orientação de seu pai Taejong, embarcou para o Oriente numa Grande Expedição. O objetivo final da expedição militar era eliminar o incômodo de piratas japoneses que operavam fora de Tsushima. Durante a expedição, 243 japoneses foram mortos e outros 110 foram capturados em combate, enquanto quatro soldados coreanos foram mortos. Pelo menos 140 chineses sequestrados foram libertados por esta expedição.
Em setembro de 1419 o Daimyo de Tsushima, Sadamori, compareceu perante o tribunal de Joseon. O Tratado de Gyehae foi assinado em 1443, em que o Daimyo de Tsushima reconheceu e obedeceu a soberania do rei de Joseon, em contrapartida, o Joseon o recompensou dando direitos preferenciais sobre o comércio entre o Japão e a Coreia.
Quando o Rei Sejong expulsou os Jurchen do que agora é a parte mais ao norte da província de Hamgyong do Norte em 1434, ele estabeleceu seis guarnições (Yukchin), quatro fortes e seis aldeias (hangul: 사군육진; hanja:四郡六鎭), na curva do rio Tumen — Kyŏnghŭng, Kyŏngwŏn, Onsŏng, Chongsŏng, Hoeryŏng e Puryŏng — povoadas por imigrantes do sudeste da Coreia para proteger seu povo dos chineses hostil e nômades que viviam na Manchúria. Ele também criou diversos regulamentos militares para reforçar a segurança de seu reino. Sejong apoiou o avanço da tecnologia militar da Coreia e do desenvolvimento de canhão. Diferentes tipos de argamassas e flechas de fogo foram testados também utilizando pólvora.
Em 1433, Rei Sejong enviou Kim Jong-seo (hangul: 김종서; hanja: 金宗瑞), um general de destaque, ao norte para destruir o Manchu. Na campanha militar, Kim capturou vários castelos, e restaurou território coreano, aproximadamente à atual fronteira entre a Coreia do Norte e China.

## Ciência e tecnologia

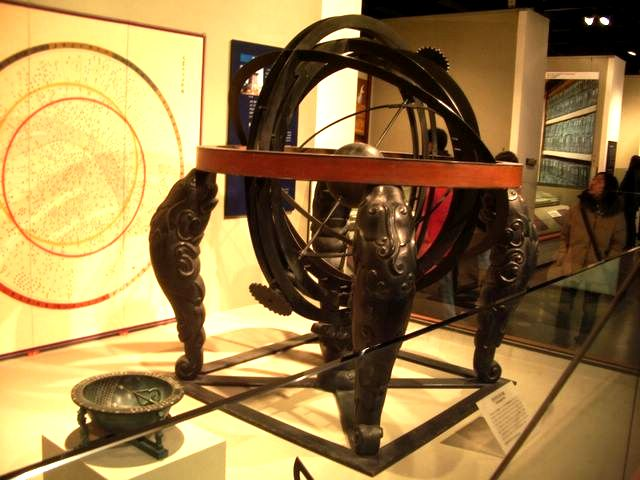
Globo celeste coreano, feito pela primeira vez pelo cientista Jang Yeong Sil durante a Dinastia Joseon, sob o reinado de Sejong

Muitos avanços tecnológicos ocorreram durante o reinado do Rei Sejong.  E como queria ajudar os agricultores, ele decidiu criar um manual do agricultor. O livro chamado Nongsa chiksŏl, continha informações sobre as diferentes técnicas de cultivo que os cientistas reuniram em diferentes regiões da Coreia. Estas técnicas foram necessárias para manter o recém-adotados métodos de cultivo intensivo da agricultura coreana.
Durante seu governo, Jang Yeong-sil (hangul: 장영실; hanja: 蒋英实) tornou-se conhecido como um inventor de destaque. Jang foi, naturalmente, um pensador criativo e inteligente como uma pessoa jovem. No entanto, Jang era da classe social baixa. Taejong, o pai de Sejong, notou a habilidade de Jang e imediatamente chamou a sua corte, em Seul. Ao dar Jang uma posição no governo e de financiamento para suas invenções, os funcionários nobres protestaram, uma vez que uma pessoa de classe social mais baixa não deveria subir ao poder entre os nobres. Jang criou projetos significativos para relógios de água e relógios. A sua mais impressionante invenção veio em 1442, o primeiro pluviômetro.
Rei Sejong também queria reformar o calendário coreano que na época era baseada na latitude da capital chinesa. Sejong, pela primeira vez na história coreana, ordenou a seus astrônomos para criar um calendário baseado na localização da capital coreana Seul, como a posição primária de latitude. Este novo sistema permitiu aos astrônomos coreanos prever com precisão o tempo de energia solar e dos eclipses lunares.
No campo da medicina tradicional coreana, dois importantes tratados foram escritos durante o reinado de Sejong. Estes foram os chipsŏngbang Hyangyak e yuch'wi Ŭibang, que o historiador Yung Sik Kim representa como os esforços coreanos para desenvolver seu próprio sistema de conhecimento médico, distinto da China.

## Literatura
Rei Sejong apoiou a literatura, e encorajou os funcionários de alta categoria e estudiosos para estudar na corte. Sejong criou a linguagem escrita do hangul e anunciou para o povo coreano na Hunminjeongeum (훈민정음), que significa "O direito verbal dos sons para ensinar as pessoas".
Embora a maioria dos funcionários do governo e os aristocratas fossem contra o uso do hangul, as classes mais baixas o abraçaram, tornando-se alfabetizada, e foram capazes de se comunicar um com o outro por escrito.
Sejong dependia da produção agrícola dos agricultores de Joseon, então ele permitiu que pagassem impostos mais ou menos de acordo com as flutuações de prosperidade econômica ou de tempos difíceis. Devido a isso, os agricultores poderiam se preocupar menos com quotas de impostos e trabalhar para sobreviver e vender as suas colheitas. Uma vez que no palácio havia um excedente significativo de alimentos, o Rei Sejong, em seguida, distribuiu comida para os camponeses pobres ou agricultores que dele necessitam. Em 1429, o Nongsa-jikseol (hangul: 직설 농사; hanja: 农事直说) foi elaborado sob a supervisão de Sejong. Foi o primeiro livro sobre o cultivo da Coreia, que tratam de assuntos agrícolas, como plantio, colheita e tratamento do solo.
Seus escritos pessoais também são altamente considerados. Ele compôs o famoso Yongbi Eocheon Ga ("Songs of Flying Dragons", 1445), Seokbo Sangjeol ("episódios da vida de Buda", Julho de 1447), Worin Cheon gangues Jigok ("Songs of the Moon Shining on a thousands rivers ", Julho de 1447), e a referência Dongguk Jeong-un (" Dicionário de correta pronúncia sino-coreano ", Setembro de 1447).
Em 1420, Sejong criou o Câmara da Fama (집현전;集贤殿; Jiphyeonjeon) no Palácio Gyeongbokgung. A Câmara consistia os pesquisadores escolhidos pelo rei e participava de vários esforços acadêmicos, dos quais os mais conhecidos podem ser a compilação do HunminJeongeum, em que o sistema de escrita hangul foi formulado.

## Hangul

A palavra "Hangul", escrita em coreano (hangul)

O rei Sejong impactou profundamente a história coreana com sua introdução ao hangul, alfabeto fonético e sistema nativo para o idioma coreano.

Página do Hunminjeongeum, documento que descreve a escrita nativa e a nova escrita da língua coreana.

Antes da criação do hangul, apenas os membros da classe mais elevada eram alfabetizados com hanja, caracteres chineses adaptados que eram bastante complexos para ler e escrever em coreano. Além disso, apesar das modificações com os caracteres chineses, era complicado transcrever a língua coreana por meio de hanja devido às diferenças gramaticais consideráveis e diferenças de pronúncia.
Sejong presidiu a introdução das 28 letras do alfabeto coreano, com o objetivo explícito de que os coreanos de todas as classes pudessem ler e escrever. Ele também tentou estabelecer uma identidade cultural do povo coreano através do seu script original. Primeiro publicado em 1446, qualquer um poderia aprender hangul em questão de dias. Pessoas não familiarizadas com hangul geralmente podem pronunciar o script coreano corretamente depois de algumas horas de estudo. Ele criou os caracteres hangul a partir do zero, e cada um com base em um diagrama simplificado dos padrões feitos pela boca, língua e dentes ao emitir os sons relacionados com os caracteres. Os blocos de letras são, então, amarrados juntos linearmente.

## Morte e legado

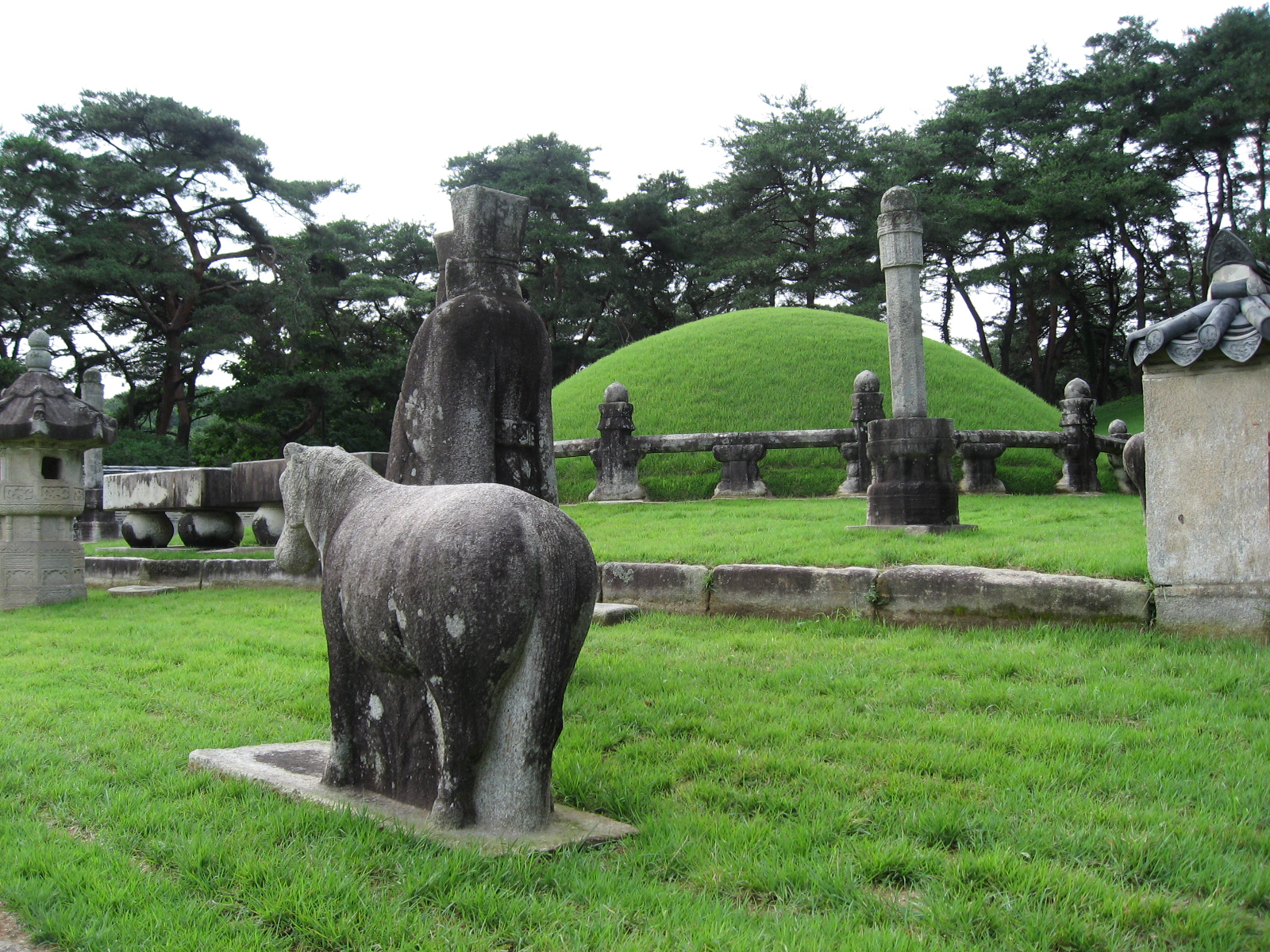
O túmulo de Sejong está localizado em Yeoju, na província de Gyeonggi, na Coreia do Sul.

Rei Sejong morreu aos 54 anos e foi sepultado no Mausoléu Yeong (영릉;英陵) em 1450. Seu sucessor foi o seu primeiro filho, Munjong. Sejong considerou que o seu filho doente Munjong era improvável que viver por muito tempo e em seu leito de morte pediu a Câmara da Fama dos estudiosos para cuidar de seu jovem neto Danjong.
Como previsto, Munjong morreu dois anos depois de sua adesão e a estabilidade política apreciada sob Sejong desintegrou quando Danjong tornou-se o sexto rei de Joseon na idade de doze anos. Eventualmente, o segundo filho de Sejong, Sejo, usurpou o trono de Danjong em 1455. Quando seis estudiosos martirizados foram implicados em um complô para restaurar Danjong ao trono, Sejo aboliu a Câmara da Fama e executou a Danjong e a muitos estudiosos que serviram durante o reinado de Sejong.

## Família
- Pai: Rei Taejong (태종)
- Mãe: Rainha Wongyeong do clã Yeoheung Min (원경왕후 민씨)
- Esposas:

1. Rainha Soheon do clã de Cheongsong Shim (소헌왕후 심씨)
2. Nobre Consorte Yeong do clã Kang (영빈 강씨)
3. Nobre Consorte Shin do clã Kim (신빈 김씨)
4. Nobre Consorte Hye do clã Yang (혜빈 양씨)
5. Park Gwi-in (귀인 박씨)
6. Choi Gwi-in (귀인 최씨)
7. Hong So-yong (소용 홍씨)
8. Lee Suk-won (숙원 이씨)
9. Song Sang-chim (상침 송씨)
10. Cha Sa-gi (사기 차씨)

## Nome póstumo completo
Rei Sejong foi um dos governantes coreanos postumamente homenageado com a denominação de "o Grande", a exemplo de Guangaeto, o Grande de Goguryeo, e Jeongjo, o Grande de Joseon.

Assim, seu nome póstumo completo é Rei Sejong Jangheon Yeongmun Yemu Inseong Myeonghyo (hangul: 세종장헌영문예무인성명효대왕; hanja: 世宗莊憲英文睿武仁聖明孝大王).[carece de fontes?]